# Капофи, Франс
Франс Капофи (англ. Frans Kapofi; род. 25 января 1953, Охангвена, Юго-Западная Африка) — намибийский политический и государственный деятель, министр внутренних дел Намибии (с 8 февраля 2018 по 22 апреля 2021), министр обороны и по делам ветеранов с 22 апреля 2021 года. Член СВАПО.

## Биография
Профессиональный военный. Образование получил в одном из вузов Москвы, Институте менеджмента Восточной и Южной Африки и Военно-морской аспирантуре (Монтерей (Калифорния)). С 1990 года работал постоянным секретарём различных министерств правительства. В 1999—2015 годах — секретарь кабинета министров. В 2015—2018 годах — министр по делам президента. С февраля 2018 по 22 апреля 2021 года занимал пост министра внутренних дел Намибии. В 2020 году дополнительно получил портфель министра охраны и безопасности. В результате перестановок в кабинете министров в апреле 2021 года был переведён в Министерство обороны и по делам ветеранов.
В 2015—2020 годах — член Национальной ассамблеи  Намибии.